# クレア・レッドフィールド
クレア・レッドフィールド (Claire Redfield) は、カプコンのゲーム『バイオハザード』シリーズに登場する架空の人物。

## キャラクター

### 公式プロフィール
- 年齢：19歳（1998年当時）→26歳（2005年当時）→32歳（2011年当時）→34歳（2013年当時）
- 血液型：O型
- 身長：169cm
- 体重：52.4kg

### 基本設定
| 『バイオハザード2』                                  | （以降、『2』）     |
| 『バイオハザード RE:2』                              | （以降、『RE:2』）  |
| 『バイオハザード CODE:Veronica』                     | （以降、『CV』）    |
| 『バイオハザード リベレーションズ2』                 | （以降、『RV2』）   |
| 『バイオハザード ダークサイド・クロニクルズ』        | （以降、『DC』）    |
| 『バイオハザード オペレーション・ラクーンシティ』    | （以降、『ORC』）   |
| 『ガンサバイバー2 バイオハザード CODE:Veronica』     | （以降、『GS2』）   |
| 『バイオハザード〜ヘヴンリーアイランド〜』           | （以降、『HI』）    |
| 『バイオハザード ディジェネレーション』              | （以降、『DG』）    |
| 『バイオハザード: インフィニット ダークネス』        | （以降、『ID』）    |
| 『バイオハザード デスアイランド』                    | （以降、『DI』）    |
| 『バイオハザードIII』                                | （以降、『III』）   |
| 『バイオハザードIV アフターライフ』                  | （以降、『IV』）    |
| 『バイオハザード: ザ・ファイナル』                   | （以降、『FINAL』） |
| 『バイオハザード: ウェルカム・トゥ・ラクーンシティ』 | （以降、『WTRC』）  |

1998年時点では活発な性格の、容姿端麗な女子大生。ボーイフレンドは多いが、特定の誰かと付き合ってはいなかった。
ラクーンシティ警察署「R.P.D.」の管轄下にある特殊部隊「S.T.A.R.S.」のアルファチーム隊員、クリス・レッドフィールドの6歳下の妹であり、彼を誇りに思っている。『2』では彼と同じように左肩にナイフを携帯している。両親はすでに亡くなっており、ラクーンシティに住むクリスからの仕送りで生活していた。
1998年に起こったラクーンシティ事件や南極での事件を経た以降は、クリスやレオン・S・ケネディとはまた違った道でバイオテロと戦うべく、ラクーンシティ事件を機に設立された反バイオテロNGO団体「テラセイブ」に加わり、日夜戦い続ける日々を送っている。
元々護身としてクリスの教えを受けていたため、当初は一般市民でありながら各種の戦闘技術を身につけていた。その後、幾度もバイオハザードに見舞われながら切り抜けてきたため、レオンやクリス同様、B.O.W.やウィルスの脅威についても精通している歴戦の勇士である。
一人称は「私」。英語圏の国では兄弟間は名前で呼び合うのが普通であるため、クリスに対しては名前で呼びかけている（日本語訳では「兄さん」）。

### 容姿と性格
髪型はほとんどの作品ではポニーテールだが『RV2』の終盤辺りではボブショートとなっており、『HI』では髪を下ろした姿となっている。瞳は青く、髪は赤茶色。シリーズのゲーム作品においては年少者とパートナーになることが多い。
衣服などは赤色のものを好み、ジャンパーなどを着用する際にはバイカー系の恰好をすることも多い。『2』と『CV』の衣装となるベストには、どちらもバックプリントが入っており『2』のベストには『初代』のクリスの隠しコスチュームと共通した天使の絵柄で「Made in Heaven」。『CV』のベストには戦乙女ヴァルキリーの絵柄で「Let me live」と書かれている。
クリス同様の勝気な性格で行動力に溢れているが、子供好きで優しい面も持っている。他人には快活かつ穏やかに話す一方で、『RE2』においては署長に対して激高して口汚く罵る一面もある。
映画版では最初から成人している。髪型は『バイオハザード6』のヘレナ・ハーパーに近いものとなっているほか、体格もゲーム版と比べるとグラマーで若干筋肉質である。

### 趣味嗜好
趣味はバイクいじりで、エンジンを買ってきて自分の好きなスタイルに組み上げるのが大好き。大型バイク2台を所有していたが、そのうち1台はラクーンシティを訪れた際にゾンビに襲われたため、置き去りとなってしまった。もう1台は黒地に炎のペイントを施された外観であり、『2』のクリア画面に登場している。
『RV2』では車の運転をしており、ヘリコプターの操縦もできる。
『DC』ではゴキブリやクモなどの虫に対し、少し苦手だと言っている。

### 人物関係
前述通り両親はすでに亡くなっており、身内は兄、クリスのみ。
レオン・S・ケネディとは、ラクーンシティ事件以降、バイオテロと戦ってきた戦友であり、いくつものバイオテロを解決に導いてきている。
シェリー・バーキンとは、ラクーンシティ事件以降、彼女が軟禁状態になってからも深い交流があり、シェリーにとっては過酷な軟禁生活の心の支えとなっていた。2009年にアルバート・ウェスカーがクリスに倒されたことによって軟禁生活を解かれてからは、時間が合えば頻繁に会っていたようであり、『6』でのエージェント任務の際はシェリーの身を心配している様子を見せていたようである。
モイラ・バートンとは、彼女の父であるバリー・バートンや彼の同僚であったクリスを通じて知り合い、家族ぐるみでの交流を経て親友同士となっている。後にモイラは「テラセイブ」に加わり、同僚としても交流を深めている。

## 劇中での活躍

### 『バイオハザード2』
1998年9月、洋館事件以降に連絡が途絶えたクリスの安否を確認すべくラクーンシティを訪れるが、そこは流出したT-ウィルスでゾンビたちの巣窟となっており、その襲撃を受けることとなる。ラクーンシティ警察署 (R.P.D.) に着任すべく訪れた直後のレオン・S・ケネディに助けられて共に安全と考えて逃げ込んだR.P.D.では、すでにクリスがアンブレラ社を調査すべくヨーロッパへ出発した後だったことを知る。
署内もゾンビたちで溢れ返っていたため、レオンと共にラクーンシティからの脱出を決意し、手分けして脱出方法と生存者を探す。自分たちより先に署内へ逃げ込んでいたシェリー・バーキンと出会い、彼女を守りつつレオンとの連携で脱出を図る途中、T-ウィルスの存在とアンブレラのG-ウィルス計画を知る。
その後、さまざまなクリーチャーたちを退け、レオンやシェリーと共にラクーンシティからの脱出に成功する。負傷していたレオンと衰弱していたシェリーを気がかりに思いながらもレオンの進言を受け、R.P.D.で入手したクリスの日記から得た情報を元に、ヨーロッパへ出発する。

### 『バイオハザード CODE:Veronica』
『2』の3か月後の12月、アンブレラのパリ研究所へ潜入して優れた身のこなしで警備隊を翻弄するが、ロドリゴ・ファン・ラバルに捕えられてしまう。その後、アンブレラの秘密を知りすぎていたため、そのままロックフォート島の監獄へ移送されるが、収監からまもなくして島が何者かに襲撃された際、看守だったロドリゴに開放される。
自分と同じく脱出路を探す青年のスティーブ・バーンサイドと出会い、島がT-ウイルスで汚染されたことを知ると、後に島のコンピュータでレオンに自分の危機を伝え、クリスを救助に向かわせるように頼む。その後、島の空港で輸送機を発見し、施設が爆破される寸前だったこともあり、クリスを待たずに島を脱出する。しかし、輸送機の自動操縦装置のせいで、南極のアンブレラ施設への移動を余儀なくされてしまう。そこへなんとか追ってきたクリスとの再会後、かつて彼と上下関係にあったアルバート・ウェスカーの因縁を知る。
その後、ロックフォート島から共に脱出するも、離れ離れになっていたスティーブがt-Veronicaウィルスを投与され、凶暴な怪物と化して襲いかかる。戦闘の末、スティーブは何とか意識を取り戻すが死亡してしまう。スティーブの遺体がウェスカーに回収される一方、クリスの操縦するハリアーで南極からの脱出に成功する。

### 『バイオハザード ディジェネレーション』
『CV』から7年後の2005年、クレアはバイオテロや薬剤被害者の救済を行うNGO団体「テラセイブ」 (Terra Save) に所属し、その活動のために訪れた空港で、t-ウィルスによるバイオテロに巻き込まれてしまう。しかし、過去二度に渡るゾンビとの遭遇経験から状況を素早く把握し、生存者たちを統率する。そして混乱の中、アメリカ合衆国政府直轄のエージェントとして派遣されてきたレオンと再会し、空港からの脱出に成功する。やがて、今回の事件が製薬企業「ウィルファーマ」がらみであることと黒幕の存在に気付き、レオンや空港で知り合ったアンジェラ・ミラーと共に立ち向かい、黒幕であったウィルファーマの主席研究員のフレデリック・ダウニングをアンジェラに逮捕させ、レオンやアンジェラと別れる。
なお、本作でも優れた戦闘術は健在であり、序盤で空港内にてゾンビたちに追い詰められた際には、レオンから投げ渡された銃を回し蹴りの直後に受け取ってその場を切り抜けるなどの活躍を見せているが、中盤でウィルファーマの爆破に巻き込まれた際に片足を引きずって歩くほど負傷するため、それ以降はアンジェラに活躍を譲る形となっている。

### 『バイオハザード リベレーションズ2』
『ID』から5年後の2011年。引き続き、「テラセイブ」 (Terra Save) 職員として多忙な日々を送っていたが、その活動の一環として訪れたパーティー会場で何者かに拘束される。その束の間、本部へなだれ込んできた謎の特殊部隊により機密情報漏洩とスパイ嫌疑という身に覚えのない罪をかけられ、その場にいたテラセイブの仲間たちと共に身柄を拘束され、孤島の収容所へ収監されてしまう。
収容所では牢屋からテラセイブの新人職員であるモイラ・バートンを救出し、彼女と協力して脱出を図るが、収監されていた仲間たちが惨殺されていく姿を目の当たりにし、収容所に巣食う謎のクリーチャー「アフリクテッド」に襲われる。アフリクテッドを退けて突き進むうち、自分たちを監視している何者かが収容所のどこかに潜んでいることを知る。その後、孤島にある塔の中の捜索を経て、一連の事件はテラセイブの主要メンバーであるニール・フィッシャーが首謀者のアレックス・ウェスカーと共に企てていたことを知る。アレックスに裏切られて変異したニールをモイラと協力して倒し、アレックスを追い詰めるが、目の前で自殺されたうえ、起爆装置を起動される。塔からの脱出の際には、自分をかばってくれたモイラが瓦礫の下敷きになったうえ、彼女を結果的に置き去りにして海へ脱出したことから、瀕死状態で病院へ搬送された後にはモイラを置き去りにしたことを悔やんで涙し、モイラの父であるバリー・バートンに謝罪する。半年後、回復した身体でヘリコプターを使って再び孤島を訪れ、そこで生存していたモイラとナタリアをヘリに乗せ、変異したアレックスと戦うバリーを援護する。最後はアレックスにロケットランチャーでとどめを刺し、バリーもヘリに乗せて4人で無事に帰還する。
なお、ヘリに乗って登場した際はポニーテールではなくショートボブに近い髪型となっている。事件から2年後のエピローグでは車でバートン家に向かう途中、クリス・レッドフィールドが中国にいることを確認しており、彼の部下であるピアーズにもメッセージを送っている。

### 『バイオハザード〜ヘヴンリーアイランド〜』
「RV2」の事件から3年後の2014年。テラセイブの一員として、ソニトデ・トトーガ島の調査のためにその隣の島、サナオーリア島にて調査のために滞在しており、そこで何らかのウィルスによって変異した異様な姿をした魚を発見したことや図書館にて読んだ書物から、かつてトトーガ島にて何らかの実験のためにアンブレラの創師のオズウェル・E・スペンサーが訪れていたこと、そして同じテラセイブの仲間であるイネス・ディアーコとの連絡が付かなくなったことを受け、もはやテラセイブだけでは島で起こる事態の終息は困難と判断する。BSAA北米支部隊員となっていたクリス・レッドフィールドに応援を要請するが、任務のためにすぐには動けない代わりにスペシャリスト（BSAA特殊作戦班メンバーのパーカー・ルチアーニ）を送り込むことを伝えられ、自身も事態の終息に乗り出していく。
パーカーと合流し、スクリューを操る巨大な怪物と交戦していたイネスのもとへ駆け付け、交戦中のパーカーと別れた後、合流した富長タケルや優貴マユなどと共に、スペンサーがかつて建造した地下研究施設へ突入していく。そこで、この島で行われていた最強のウィルス開発計画「蠱毒計画」が進行していたことを知ったうえ、その計画で完成したウィルスを奪取するためにアイドルとして潜入していた紫麗が本性を現し、交戦する。紫麗の自身をも上回る戦闘能力によって戦闘不能に追い込まれ、タケル共々捕らわれて拷問されそうになるが、ゾンビ化したローラが紫麗に襲いかかったことで事なきを得る。しかし、その直後に致命傷を負った紫麗がモリオから採取したウィルスによってB.O.W.に変異し、屋外の砂浜に出た所で交戦する。変異前以上の速力と戦闘能力を有した紫麗に苦戦するが、モリオの援護とタケルたちの協力を得て、ロケットランチャーで紫麗を粉砕し、BSAAのヘリに運び込まれて無事に島から脱出する。

### 『バイオハザード6』
名前のみ登場。ゲーム中で入手できるファイルから、クレアを介してレオンとクリスが一度会っていたこと、軟禁されていたシェリーとよく面会していたこと、彼女がエージェントになった後もお互いの都合が合えば一緒に過ごすほど親密になっていることがうかがえる。
物語には関与しないが、「RESIDENT EVIL.NET」で読めるファイルによればシェリーの後見人であり、上司でもあるディレック・C・シモンズに不信感を抱いていたこと、ジェイク・ミューラーの保護任務に赴くシェリーのことを心配していたことがうかがえる。

### 『バイオハザードIII』
世界が崩壊に向かっていく中、生存者を集めて車団を立ち上げ、生き残りにかける女性として登場。金髪の颯爽とした美人で行動力と責任感に溢れ、仲間からの信頼も高い。その車団のリーダーを務めているが、半年で仲間の半分を失ったことに責任を感じており、劇中では保守的な考えをとることが多い。物語序盤に立ち寄ったモーテルでクロウの大群に襲われて仲間が犠牲となり、危うく全滅の危機に陥るも間一髪でアリス・アバーナシーに救出される。その後、アリスからアラスカが安全と書かれたノートを渡され、そこへ車団を向かわせる決意を固める。燃料や物資を補給するためにラスベガスに立ち寄ったが、人工衛星を使ってアリスを追跡していたサミュエル・アイザックス博士率いるアンブレラに先回りされ、物資の補給に失敗したうえ、彼の差し向けたスーパーアンデッドたちとの戦闘で主戦力のメンバーを失ったため、アンブレラのヘリを奪取してアラスカへ向かう作戦に変更する。ラスベガスでの戦いでは、アンデッド化したL.Jに噛まれていたカルロスの自爆により、施設に置かれていたヘリを奪取して生存者を乗せて脱出し、アラスカへ向かった。その後のことは作中では描かれず、次作『IV』で明らかになる。

### 『バイオハザードIV アフターライフ』
前作終盤でアラスカに向かい、ノートに記されていた安住の地「アルカディア」へ到着したが、その実態はアンブレラが所有する研究船のことであり、そこが安全と信じていた自身たちも直後にアンブレラの特殊部隊に襲われる。Kマートをはじめとした他の生存者たちは胸に特殊なデバイスを取り付けられた後、実験素体としてアルカディアへ連行されてしまった。クレアも油断していたところを羽交い締めにされ、抵抗するも多勢に無勢で、胸に無理矢理デバイスを取り付けられたものの逃げ出す。アリスがアラスカに到着した際にはデバイスに洗脳された状態で彼女に襲いかかり、ねじ伏せられてデバイスを外されたことでようやく自我を取り戻すが、その後遺症で記憶喪失状態となってしまう。
アリスと共に他の生存者を捜しにロサンゼルスへ向かい、刑務所に籠城していた生存者たちと合流するが、その中で殺人犯のレッテルを貼られて拘束されていたクリス・レッドフィールドと再会する。しかし、再会当初は記憶喪失であったこともあり、クリスのことを思い出せずにいた。その後、アンデッドやマジニの侵入、仲間の裏切りに遭い、刑務所にいた生存者たちは次々と死ぬが、ロサンゼルス沖合に寄港していたアルカディアへアリスやクリスと共に到着し、そこで行われていたアンブレラの非道な実験を目の当たりにしたことで、記憶を取り戻す。Kマートたちを助けるため、ウェスカーに立ち向かうも投げ飛ばされて実験用カプセルに捕らえられるが、アリスに救出されてクリスと共にウェスカーに止めの銃撃を浴びせる。
アリスやクリス、生存者たちと共にアルカディアの甲板へ出てきた後、デバイスに洗脳された状態のジル・バレンタイン率いる特殊部隊に襲われる。その後のことは作中や次作『V』では描かれず、シリーズ最終作『ファイナル』で明らかになる。

### 『バイオハザード: ザ・ファイナル』
前作『V』の時点で再びアンブレラに捕まり、連行されそうになっていたが、自身を収容していた飛行機のパイロットを殺害したことによって事なきを得ると、その後はドク率いる新たな仲間と共に抵抗を続けていたところをアリスと三度再会する。アリスがT-ウィルスやその感染生物を完全に死滅させられる強力な抗ウィルス剤を取りにかつてのラクーンシティの地下にあるアンブレラ所有の研究施設「ハイブ」へ向かうことを聞き、抗ウィルス剤はT-ウィルスを宿している彼女をも危険にさらすとして最初は反対するが、アリスの強い決意と意思を受けて三度共に戦うことを決意し、アンブレラとの最終決戦に挑む。

## 使用する主な武器
- ブローニングHP Mk.III（『2』『RE:2』『DC』）

JMB Hp3の名称で登場。『2』では乗り込んだパトカーから拝借。『RE:2』でも地下駐車場にあった別のパトカーのトランクから入手可能。こちらはレーザーサイトが備わっていた。『CV』のオープニングムービーで引き続き使用していたが、ゲーム本編では使用できない。『DC』に収録されている『CV』のシナリオでは手放しておらず、ラストまで所持している。
- S&W M49（『RE:2』）

SLS 60の名称で登場し、初期武装として開始当初より装備。カスタムパーツとして、スピードローダー、強化フレーム（ブルバレル、ノンフルーテッドシリンダー、ラバーグリップ）も入手できる。
- M79 グレネードランチャー（『2』『CV』『RE:2』）

GM79の名称で登場。ラクーン市警察署内のロッカーから入手。『2』『RE:2』では共にストックレスモデルだが、『RE:2』ではカスタムパーツとして、ショルダーストックも登場する。弾薬は、『2』ではグレネード弾、硫酸弾、火炎弾が登場し、『CV』ではそれに加えて対B.O.W.ガス弾も登場した。『RE:2』ではグレネード弾は登場しない。
- イングラムM11（『RE:2』『CV』）

『RE:2』ではMQ 11の名称で登場しており、ラクーン市警察署内のS.T.A.R.S.オフィスの武器庫にて入手し、『CV』では入手した2丁をスティーブ・バーンサイドに渡している。『RE:2』ではカスタムパーツとして、ロングマガジンとサプレッサーも入手できる。
- ベレッタM93R（『CV』）
- グロック17（『III』）
- ベレッタ90-Two（『IV』）
- グロック26（『DG』） - レオンのサイドアームを借用。

## その他の登場作品
- 『SNK VS. CAPCOM 激突カードファイターズ』シリーズ（カードゲーム 「トレーディングカードゲーム」版も含む）
  - 1作目と2作目のキャラクターカードで登場している。
- 『鬼武者Soul』
  - カプコンヒロインズとして武将となって登場。イベントクエストでは『ヴァンパイア』のレイレイをゾンビと間違えて追跡する。
- モンスターハンター：ワールド
  - 『RE:2』とのコラボレーションとして、装着するとクレアの姿に変わる「EXクレアαシリーズ」が登場[4]。
- 『TEPPEN』
  - ゲーム中のキャラクターカードとして登場。描き下ろしイラストで描かれている[5]。
- Dead by Daylight
  - 2021年6月に追加されたDLC「Resident Evil Chapter」にて、生存者（サバイバー）の1人として登場。生存者ジル・バレンタインに専用スキンを適用することで、クレアとして使用できる。スキン適用時はボイスもクレア専用のものに変更される[6]。

## クレア・レッドフィールドを演じた人物

### 声優
アリソン・コート
- 『バイオハザード2』
- 『バイオハザード CODE:Veronica』
- 『バイオハザード ディジェネレーション』
- 『バイオハザード ダークサイド・クロニクルズ』
- 『バイオハザード ザ・マーセナリーズ 3D』
- 『バイオハザード オペレーション・ラクーンシティ』

James Baker
- 『バイオハザード リベレーションズ2』

ステファニー・パニセリョ
- 『バイオハザード RE:2』英語ボイス
- 『バイオハザード: インフィニット ダークネス』
- 『バイオハザード デスアイランド』英語ボイス

ケリー・マロット
- 『バイオハザード RE:2』フランス語ボイス

エマニュエラ・パコット
- 『バイオハザード RE:2』イタリア語ボイス

レイラ・トレビエン
- 『バイオハザード RE:2』ゲルマン語ボイス

アナ・デ・カストロ
- 『バイオハザード RE:2』スペイン語ボイス

甲斐田裕子
- 『バイオハザード ディジェネレーション』
- 『バイオハザード オペレーション・ラクーンシティ』
- 『バイオハザード リベレーションズ2』
- 『バイオハザード RE:2』
- 『バイオハザード: インフィニット ダークネス』
- 『バイオハザード デスアイランド』

岡寛恵
- 『バイオハザードIII』劇場公開・ソフト版
- 『バイオハザードIV アフターライフ』劇場公開・ソフト版
- 『バイオハザード: ザ・ファイナル』劇場公開・ソフト版

林真里花
- 『バイオハザードIII』テレビ朝日版
- 『バイオハザードIV アフターライフ』テレビ朝日版

ファイルーズあい
- 『バイオハザード: ウェルカム・トゥ・ラクーンシティ』

### 俳優
アリ・ラーター
- 『バイオハザードIII』
- 『バイオハザードIV アフターライフ』
- 『バイオハザード: ザ・ファイナル』

カヤ・スコデラリオ
- 『バイオハザード: ウェルカム・トゥ・ラクーンシティ』